# Dune 7: Cartea Brundurilor
Dune 7: Cartea Brundurilor este un roman științifico-fantastic scris de Sebastian A. Corn (Florin Chirculescu) ca "Patrick Herbert". A fost comandat de către editura Nemira din motive comerciale, pentru a capitaliza pe loialitatea fanilor seriei Dune a lui Frank Herbert. A apărut în 1997, în Colecția Nautilus nr. 126.
Pe pagina a 3-a a volumului este scris: Tradus din limba engleză de Sebastian A. Corn. Este al doilea roman al lui Florin Chirculescu publicat în Colecția Nautilus după 2484 Quirinal Ave. din 1996.

## Completarea seriei originale (Dune 7)
Având un scenariu pentru prima carte din seria Preludiul Dunei și o propunere trimisă editorilor, Brian Herbert a descoperit scenariul de 30 de pagini al tatălui său pentru o continuare la Canonicatul Dunei, având titlul provizoriu Dune 7. După publicarea celor șase romane a căror acțiune se petrece înaintea evenimentelor seriei originale, Brian Herbert și Kevin J. Anderson au lansat Vânătorii Dunei (2006) și Sandworms of Dune (2007), completând dezvoltarea cronologică a seriei originale și legând firele narative începute de Frank Herbert în Ereticii Dunei. Romanul Dune 7: Cartea Brundurilor nu este parte a universului canonic Dune.

## Legături externe
- Dune 7: Cartea Brundurilor la isfdb.org

## Vezi și
- 1997 în științifico-fantastic